# Vicenza Volley 2000-2001
Questa voce raccoglie le informazioni riguardanti il Vicenza Volley nelle competizioni ufficiali della stagione 2000-2001.

## Organigramma societario
Area direttiva
- Presidente: Giovanni Coviello

Area tecnica
- Allenatore: Atanas Malinov (fino al 17 febbraio 2001), Mauro Marasciulo (dal 20 febbraio 2001)
- Allenatore in seconda: Ricardo Guimarães (fino al 17 febbraio 2001), Mauro Marchetti (dal 20 febbraio 2001)

Area sanitaria
- Medico: Francesco Barcaro
- Fisioterapista: Sofron Sofroniev

## Rosa
| N° | Nome              | Ruolo | Data di nascita   | Nazionalità sportiva |
| -- | ----------------- | ----- | ----------------- | -------------------- |
| 2  | Frauke Dirickx    | P     | 3 gennaio 1980    | Belgio               |
| 3  | Evelyn Marinelli  | L     | 20 luglio 1974    | Italia               |
| 4  | Kamelia Arsenova  | P     | 15 maggio 1968    | Bulgaria             |
| 5  | Paola Paggi       | C     | 6 dicembre 1976   | Italia               |
| 7  | Tat'jana Men'šova | S     | 13 gennaio 1970   | Kazakistan           |
| 8  | Erika Carvalho    | L     | 29 aprile 1981    | Brasile              |
| 9  | Małgorzata Glinka | S     | 30 settembre 1978 | Polonia              |
| 10 | Elisa Togut       | O     | 14 maggio 1978    | Italia               |
| 11 | Darina Mifkova    | S     | 24 maggio 1974    | Italia               |
| 14 | Elisa Cella       | C     | 4 giugno 1982     | Italia               |
| 15 | Ingrid Visser     | C     | 27 maggio 2013    | Paesi Bassi          |
| 18 | Maja Poljak       | C     | 2 maggio 1983     | Croazia              |

## Statistiche

### Statistiche dei giocatori
| E. Carvalho  | 9  | -   | -   | -  | -  | Statistiche assenti | Statistiche assenti | Statistiche assenti |
| E. Cella     | 17 | 4   | 1   | 0  | 3  | Statistiche assenti | Statistiche assenti | Statistiche assenti |
| F. Dirickx   | 20 | 86  | 56  | 12 | 18 | Statistiche assenti | Statistiche assenti | Statistiche assenti |
| M. Glinka    | 20 | 204 | 163 | 31 | 10 | Statistiche assenti | Statistiche assenti | Statistiche assenti |
| K. Arsenova  | 16 | 31  | 12  | 16 | 3  | Statistiche assenti | Statistiche assenti | Statistiche assenti |
| E. Marinelli | 7  | -   | -   | -  | -  | Statistiche assenti | Statistiche assenti | Statistiche assenti |
| T. Men'šova  | 20 | 167 | 133 | 23 | 11 | Statistiche assenti | Statistiche assenti | Statistiche assenti |
| D. Mifkova   | 22 | 213 | 175 | 16 | 22 | Statistiche assenti | Statistiche assenti | Statistiche assenti |
| P. Paggi     | 22 | 192 | 104 | 75 | 13 | Statistiche assenti | Statistiche assenti | Statistiche assenti |
| M. Poljak    | 11 | 43  | 24  | 14 | 5  | Statistiche assenti | Statistiche assenti | Statistiche assenti |
| E. Togut     | 22 | 447 | 394 | 37 | 16 | Statistiche assenti | Statistiche assenti | Statistiche assenti |
| I. Visser    | 18 | 162 | 101 | 53 | 8  | Statistiche assenti | Statistiche assenti | Statistiche assenti |

P = presenze; PT = punti totali; AV = attacchi vincenti; MV = muri vincenti; BV = battute vincenti